# 声的散失
声的散失（英語：acoustic dispersion），又称声频散，是声波在通过介质传播时分离其组成频率的现象。声波的相速度可看作频率的函数。因此，所分出的频率是由辐射波通过特定介质时相速度的变化率来衡量的。

## 宽带传输法
一种常用的声频散确定方法是宽带传输法。该技术最早出现在1978年，并被用于研究金属（1978年）、环氧树脂（1986年）、纸张材料（1993年）和超声造影剂（1998年）的频散特性。1990年和1993年，这种方法证实了声波拥有克喇末-克勒尼希关系。
应用这种方法需要测量参考速度以获得声波扩散的数值。这通常是通过确定水中声速、样本的厚度以及每两个超声脉冲传递中间隔的相位谱来实现的。